# Agrodiaetus ausonia
Agrodiaetus ausonia is een vlinder uit de familie van de Lycaenidae. De wetenschappelijke naam van de soort is voor het eerst geldig gepubliceerd door Verity.